# 三表法
三表法是墨子提出的判断文章的标准和原则。三表分别是：第一表，“本之于古者圣王之事”；第二表，“原察百姓耳目之实”；第三表，“发以为刑政，观其中国家百姓人民之利”。

## 词源
《墨子·非命上》：“故言必有三表。何谓三表？……有本之者，有原之者，有用之者。于何本之？上本之古者圣王之事。于何原之？下原察百姓耳目之实。于何用之？发以为刑政，观其中国家百姓人民之利。此所谓言有三表也。”